# Tòfona gravada
La tòfona gravada (Tuber aestivum var. uncinatum) és una espècie de fong ascomicot de l'ordre dels pezizals (Pezizales). És una tòfona del grup de tòfones negres i de maduració tardoral. Durant força temps es va considerar la tòfona gravada com a l'espècie Tuber uncinatum, una espècie separada de la tòfona d'estiu (Tuber aestivum), però els estudis moleculars han permès demostrar la seva conespecificitat. Probablement les diferències entre les dues varietats es deuen a factors ambientals.
En la cuina i en el comerç es mantenen les diferències pel que, en aquest article, mantenim considerarles com a varietats d'una mateixa espècie.